# Le Ménil-Vicomte
Le Ménil-Vicomte é uma comuna francesa na região administrativa da Normandia, no departamento Orne. Estende-se por uma área de 3,8 km². Em 2010 a comuna tinha 24 habitantes (densidade: 6,3 hab./km²).